# Сарабецу

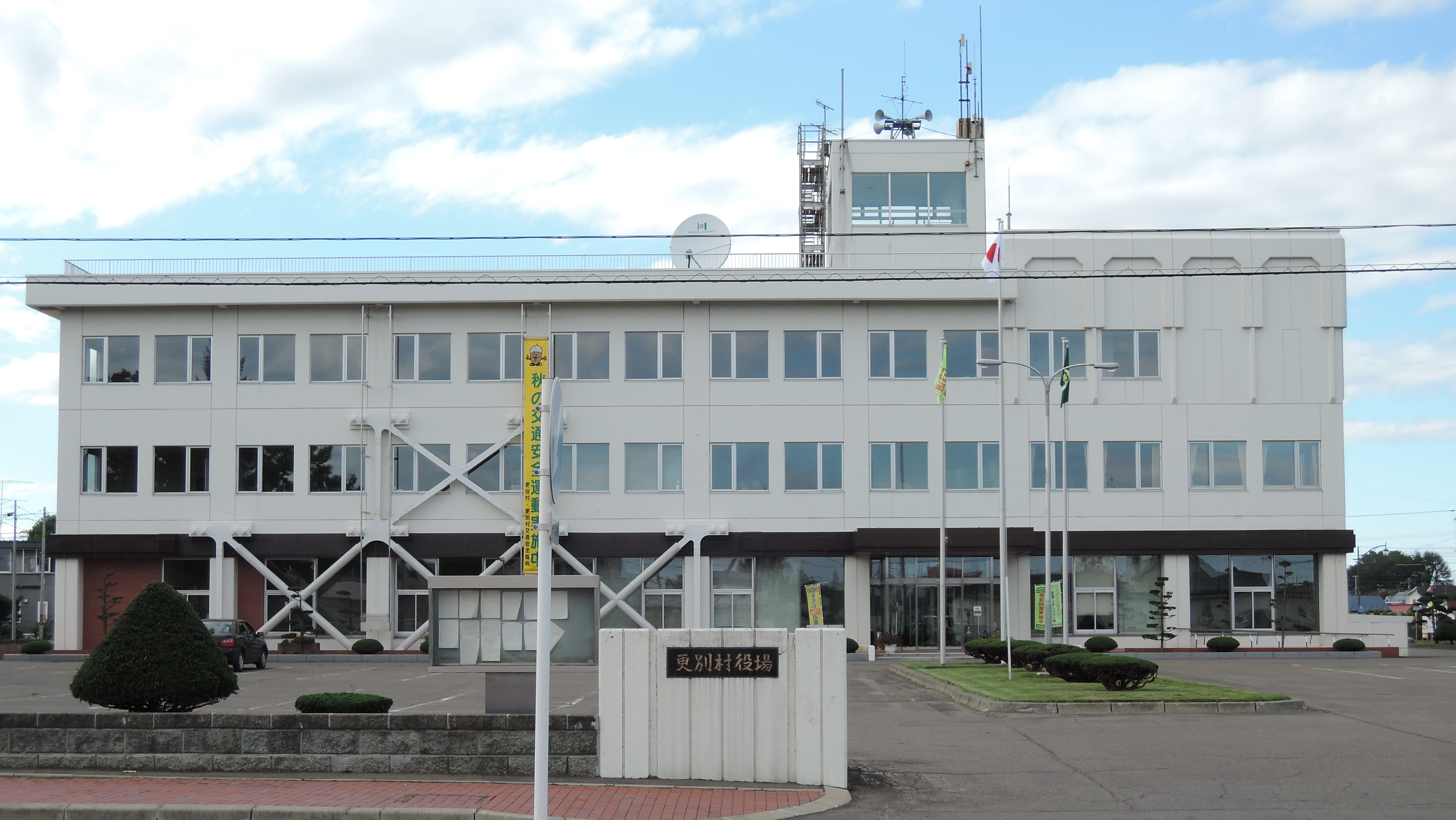
Мэрия села Сарабецу

Сарабецу (яп. 更別村 Сарабэцу-мура) — село в Японии, находящееся в уезде Касай округа Токати губернаторства Хоккайдо. Площадь села составляет 176,77 км², население — 3340 человек (30 июня 2014), плотность населения — 18,89 чел./км².

## Географическое положение
Село расположено на острове Хоккайдо в губернаторстве Хоккайдо. С ним граничат город Обихиро, посёлки Макубецу, Тайки и село Накасацунай.

## Население
Население села составляет 3340 человек (30 июня 2014), а плотность — 18,89 чел./км². Изменение численности населения с 1980 по 2005 годы:
| 1980 | 3624 чел. |  |
| 1985 | 3571 чел. |  |
| 1990 | 3433 чел. |  |
| 1995 | 3350 чел. |  |
| 2000 | 3291 чел. |  |
| 2005 | 3326 чел. |  |

## Символика
Деревом села считается дуб зубчатый, цветком — ландыш.